# Georgi Geszew
Georgi Geszew, bułg. Георги Христов Гешев (ur. 8 października 1903 w Sofii, zm. 15 lipca 1937 tamże) – bułgarski szachista.

## Kariera szachowa
Do szachowego klubu wstąpił w wieku 16 lat. W 1925 zwyciężył w międzynarodowym turnieju rozwiązywania zadań szachowych (ang. solving). W 1927 w Warnie pokonał w meczu czołowego szachistę kraju Kseny Atanasowa. W tym samym roku podzielił wspólnie z Alfredem Pinkasem I miejsce w turnieju klubowym w Sofii, następnie pokonując go w meczu 4½ – 1½. W 1928 zwyciężył w turnieju rozegranym w Wielkim Tyrnowie. W kolejnych mistrzostwach klubu w Sofii zajął II (1929) oraz I miejsce (1931). W latach 1933, 1934, 1935 i 1936 czterokrotnie zdobył tytuły indywidualnego mistrza Bułgarii. W 1935 rozegrał w Sofii mecz z czołowym ówcześnie szachistą Europy, Jewgienijem Znosko-Borowskim, przegrywając w stosunku 1 – 3. W 1936 wystąpił na I szachownicy reprezentacji Bułgarii podczas nieoficjalnej olimpiady szachowej w Monachium.
Zmarł przedwcześnie w lipcu 1937 z powodu komplikacji związanych z zapaleniem wyrostka robaczkowego.